# Гоголі (Камбарський район)
Го́голі (рос. Гоголи, удм. Гоголи) — присілок у складі Камбарського району Удмуртії, Росія.
Населення — 11 осіб (2010; 16 у 2002).
Національний склад:
- росіяни — 75 %